# Orthodox jodendom
Het orthodox jodendom is een stroming binnen het jodendom die gekenmerkt wordt door de aanhankelijkheid aan de Thora zoals deze in de Talmoed wordt geïnterpreteerd. Er zijn betrokkenen die de benaming 'traditioneel jodendom' aangenamer vinden. Een minderheid van de Joden is orthodox. 
In de geloofsgemeenschap wordt aangedrongen op strikte naleving van de joodse wet (halacha) in al zijn facetten. Begin twintigste eeuw was orthodoxie nog de dominante vorm van het jodendom, maar honderd jaar later behoorde minder dan een vijfde van de joden tot orthodox-joodse congregaties. Het aandeel orthodoxen onder de joden neemt toe doordat het percentage huwelijken waarbij joden met niet-joden trouwen, en hun kinderen niet joods zijn of niet-joods opgroeien, onder orthodoxe joden vele malen lager is dan onder niet-orthodoxen.

## Karakteristieken
Het orthodox jodendom wordt gekenmerkt door de absolute acceptatie van de Thora als ultieme waarheid. Een kenmerk dat het orthodox jodendom van andere geloven en tevens van de liberale stromingen van het jodendom onderscheidt is het feit dat het orthodoxe jodendom een grote geschreven traditie heeft. Er zijn duizenden boeken die het geloof bepalen.
De orthodox-joodse wereld is geen eenheid maar bestaat uit vele tientallen bewegingen, die ieder een eigen wereld kennen en soms in fel conflict met elkaar raken. Er wordt vaak gesproken over 'rechtervleugel' om de charedische ofwel ultraorthodoxe wereld aan te duiden, en over 'linkervleugel' om het modern-orthodox jodendom aan te duiden. Ook binnen het charedisch en modern-orthodox jodendom kan deze terminologie gebruikt worden: zo zijn 'linkervleugel charedim' heel anders dan 'rechtervleugel modern-orthodoxen'.

## Terminologie
De term orthodox is afgeleid van het Griekse orthos ("rechtstreeks", "correct") en doxa ("mening", "leer"). Omdat hieruit zou kunnen worden afgeleid dat het orthodoxe jodendom de correcte leer van het jodendom is, prefereren sommigen liberale joden het gebruik van de term "Torah-jodendom" ter benoeming van de richting. Sommige orthodoxe joden vermijden het gebruik van de naam orthodox jodendom juist, omdat zij van mening zijn dat dit de correcte leer is en er daarom maar één jodendom kan of mag bestaan.

## Stromingen
Het orthodoxe jodendom kan worden onderverdeeld in een aantal substromingen, waaronder de modern-orthodoxe en een ultraorthodoxe ofwel chareidische richting. Die laatste richting kan weer worden onderverdeeld in mitnagdiem en chassidiem. Binnen beide stromingen, met name de chassidische, bestaan wederom tientallen stromingen, met ledenaantallen die wisselen van enkele tientallen tot ruim honderdduizend.
- Modern-orthodox jodendom
  - Religieus zionisme
- Charedisch (ultraorthodox) jodendom
  - Mitnagdiem (Litouws jodendom)
  - Chassidisch jodendom
  - Sefardisch orthodox jodendom

## Geloofsprincipes
De geloofsprincipes van het orthodoxe jodendom zijn gecodificeerd in de door de gehele orthodox-joodse wereld geaccepteerde dertien geloofsprincipes van de Rambam.

## Orthodox jodendom en Israël
De betrekkingen tussen de joodse orthodoxie en de staat Israël zijn uiterst complex. De ultraorthodoxe Neturei Karta-joden in Jeruzalem willen de Joodse staat ontmantelen omdat Israël alleen mag worden gevestigd wanneer de beloofde Messias eenmaal gekomen is. De Gush Emunin-beweging gelooft dat het de religieuze plicht van joden is om al het land op te eisen dat in Genesis 15 door God werd beloofd. Een groot deel van de moderne zionistische beweging is echter door en door seculier.